# Gânglio ciliar

O Gânglio ciliar é um dos gânglios parassimpáticos da cabeça estando localizado na cavidade orbital tendo íntima relação com o nervo óptico (NC-II), estando acima do mesmo. Ele recebe fibras parassimpáticas oriundas do nervo oculomotor (NC-III) provenientes do núcleo oculomotor acessório, também conhecido como núcleo de Edinger Westphal, encontrado no mesencéfalo. Assim, tal núcleo emite fibras eferentes viscerais gerais pré-ganglionares responsáveis por promover a inervação dos músculos intrínsecos do bulbo ocular, controlando a dioptria (convergência) do cristalino e músculo esfíncter da pupila que exerce grande função protetora contra o excesso de luz a atingir a retina - estes músculos são lisos, e as fibras que os inervam classifica-se como eferentes viscerais gerais. Tais fibras atingem os músculos envolvidos caminham internamente aos ramos ciliares curtos do nervo oftálmico, ramo do nervo trigêmeo (NC-V). Já a inervação simpática provém de ramos dos gânglios simpáticos cervicais que formarão o nervo e o plexo carotídeo cujas fibras chegam ao olho através dos ramos ciliares longos do nervo oftálmico.